# Аудегаске
Аудегаске (нід. Oudehaske) — село в нідерландській провінції Фрисландія. Входить до муніципалітету Фріске-Маррен.
Його площа становить 7,96 км², а населення станом на 2021 рік складало 1 935 осіб.
Перша згадка про населений пункт датується 1315 роком.

## Галерея

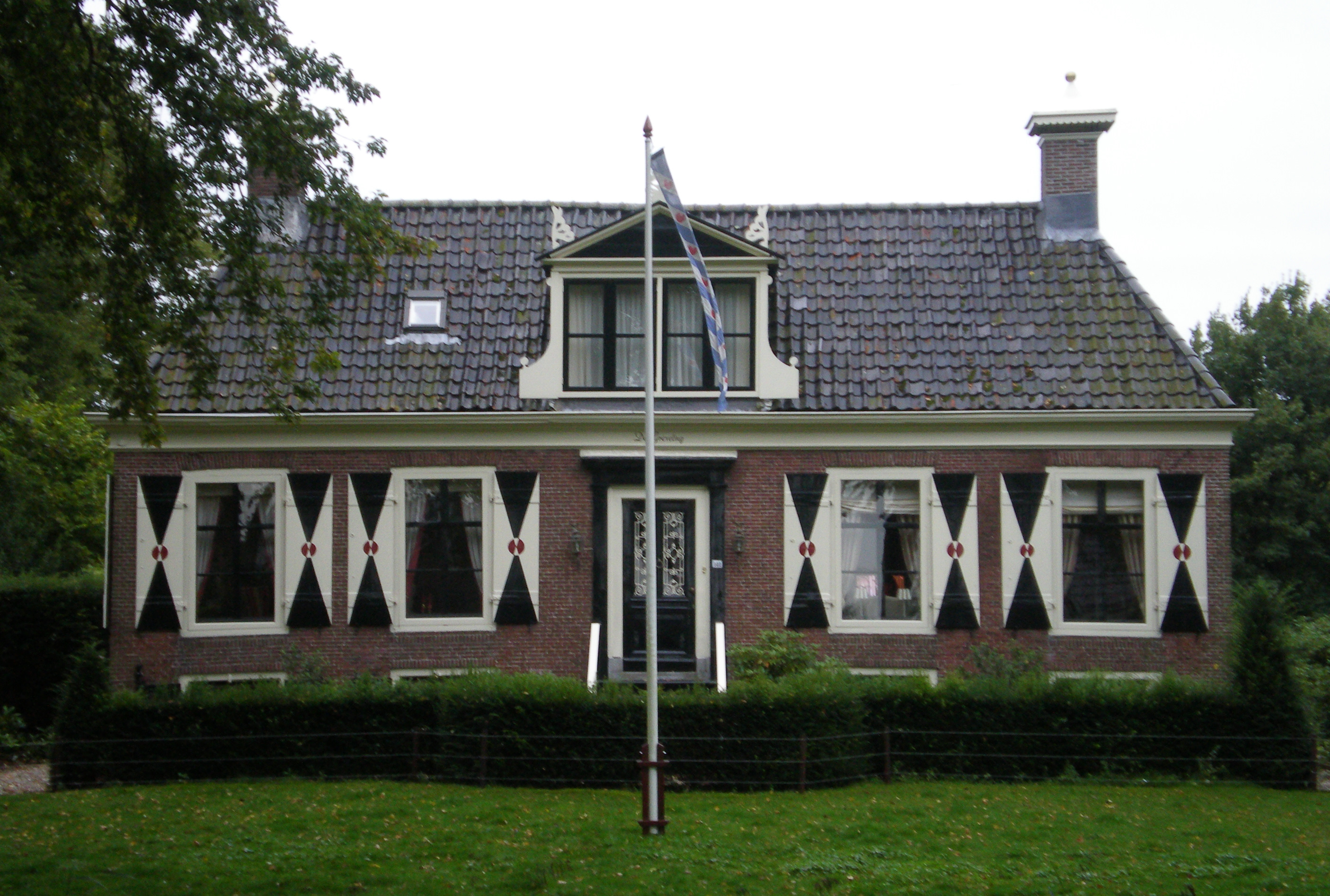
Ферма в Аудегаске
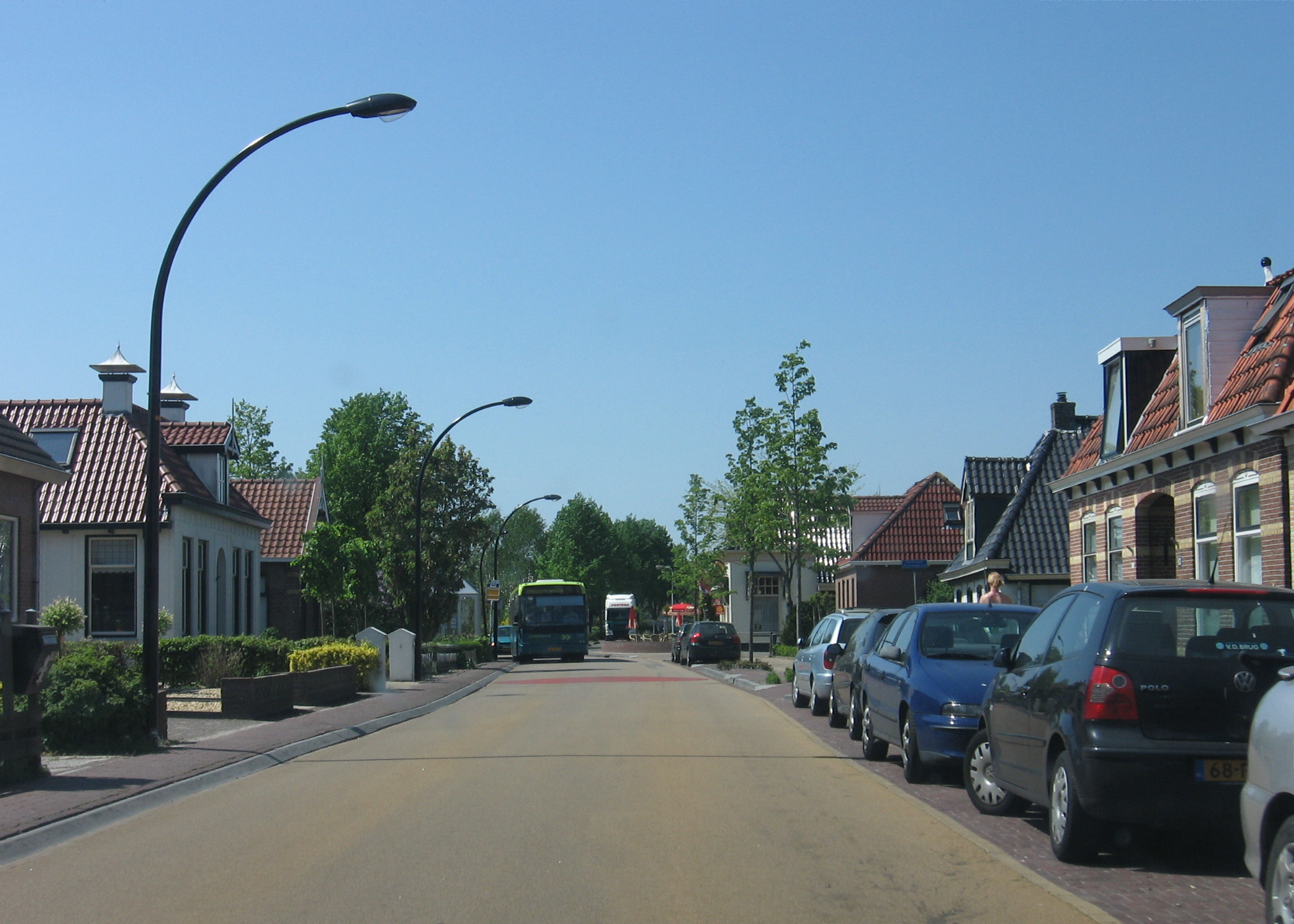
Вулиця у селі
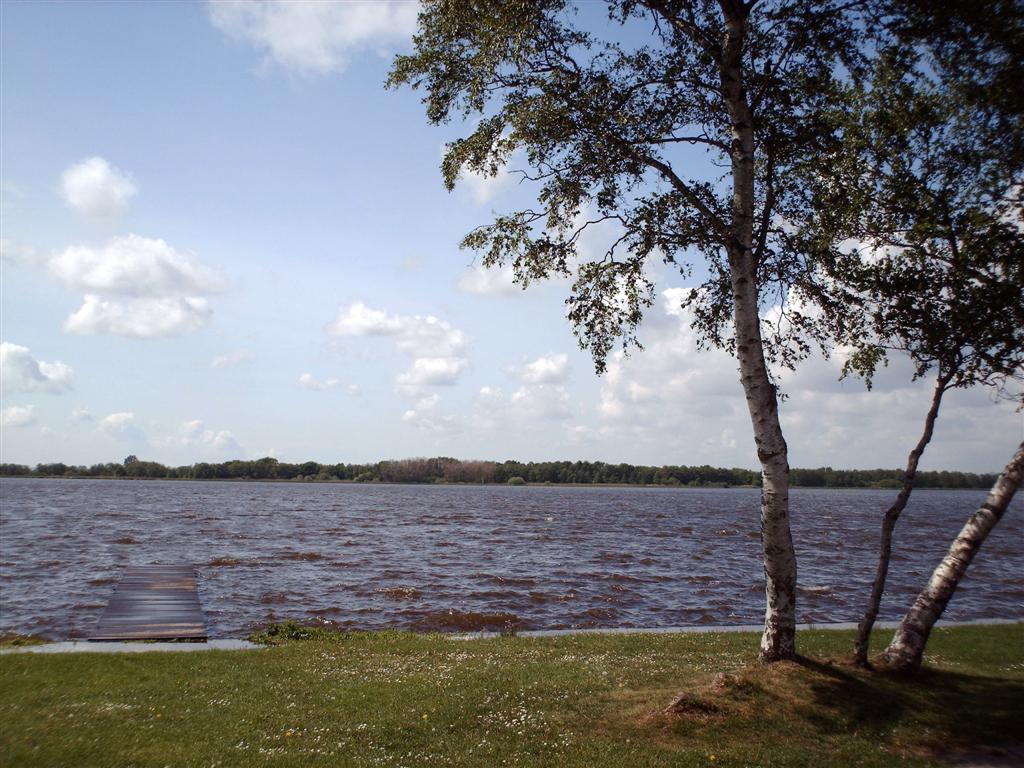
Озеро поблизу села